# The Deep Purple Singles A's & B's
The Deep Purple Singles A's & B's (1978) è una compilation del gruppo hard rock britannico Deep Purple.

## Descrizione
Due anni dopo il momentaneo scioglimento (risalente al luglio 1976) della celebre band inglese la EMI decise di realizzare una compilation che comprendesse i brani originariamente pubblicati nel Regno Unito in formato 45 giri, alcuni dei quali (Emmaretta, Hallelujah, Strange Kind of Woman e I'm Alone) mai inclusi fino ad allora su album. Si tratta di una raccolta che mette in luce, secondo il critico musicale inglese Geoff Barton, autore delle note sul retro di copertina, l'enorme evoluzione creativa del complesso nell'arco di soli tre anni di carriera.
L'album prende avvio cronologicamente dal loro primo singolo Hush (luglio 1968) e si conclude con Fireball (ottobre 1971) passando per l'enorme successo di Black Night (Autunno 1970) (2º posto nelle classifica britannica) rafforzato dall'immediatamente successivo album In Rock. Tra le curiosità spiccano Hallelujah, il primo brano realizzato dalla nuova formazione (Mark II), April Part One ovvero un estratto di April (tratta dall'lp Deep Purple) e la versione singolo di Speed King. Quest'ultima traccia si differenzia dalla versione inclusa su In Rock per l'assenza dell'introduzione e per il pianoforte che sostituisce l'organo; essa, ribattezzata piano version, verrà inclusa tra i bonus dell'edizione rimasterizzata di In Rock pubblicata in occasione del venticinquennale della sua originaria uscita (1995). Merita menzionare la copertina di questa raccolta, che raffigura una slanciata modella in succinto costume da bagno ed occhiali da sole, immortalata dal fotografo Pete Vernon in piedi su alti tacchi ai bordi di una piscina.
Nel 1993 questa compilation ha avuto una riedizione espansa su CD.

## Tracce

### Lato A
1. Hush (Joe South) -
2. One More Rainy Day (Jon Lord, Rod Evans) -
3. Emmaretta (Lord, Blackmore, Evans)  -
4. Wring That Neck (Lord, Blackmore, Simper, Paice) -
5. Hallelujah (Greenaway, Cook) -
6. April Part One (Blackmore, Lord) -

### Lato B
1. Black Night (Blackmore, Gillan, Glover, Lord, Paice) -
2. Speed King (Blackmore, Gillan, Glover, Lord, Paice) -
3. Strange Kind of Woman (Blackmore, Gillan, Glover, Lord, Paice) -
4. I'm Alone (Blackmore, Gillan, Glover, Lord, Paice) -
5. Demon's Eye (Blackmore, Gillan, Glover, Lord, Paice) -
6. Fireball (Blackmore, Gillan, Glover, Lord, Paice) -

## Formazione
- Ritchie Blackmore - chitarra
- Jon Lord - tastiere
- Ian Paice - batteria
- Nick Simper - basso elettrico (tracce 1-4 e 6)
- Roger Glover - basso elettrico (tracce 5, 7-12)
- Rod Evans - voce solista (tracce 1-4)
- Ian Gillan - voce solista (tracce 5, 7-12)

## Crediti Tecnici
- Dave Pickett - ingegnere del suono (per l'editing)
- Harry Moss - ingegnere del suono (per il trasferimento dai nastri)
- Pete Vernon - fotografia
- Brian Palmer - direzione artistica
- Colin Miles - compilatore della raccolta